# Týros
Týros (tiếng Ả Rập: صور, Ṣūr; tiếng Phoenicia:, Ṣur; tiếng Hebrew: צוֹר, Tzor; tiếng Hebrew Tiberia: צר, Ṣōr; tiếng Akkad: 𒋗𒊒 Ṣurru; tiếng Hy Lạp: Τύρος, Týros; tiếng Thổ Nhĩ Kỳ: Sur; tiếng Latinh: Tyrus) - hoặc Sour hoặc Tyre (tên trong tiếng Anh) - là thành phố nằm ở tỉnh (muhafazah) Nam của Liban. Thành phố nằm trên phần đất nhô ra Địa Trung Hải và cách thủ đô Beirut khoảng 80 km về phía nam. Tên của thành phố mang nghĩa là "đá" do thành phố được xây dựng trên thành tạo địa chất là đá.
Týros vốn là đô thị cổ của người Phoenicia. Ngày nay, nó là thành phố lớn thứ tư Liban và sở hữu một trong những bến cảng lớn của quốc gia. Du lịch là ngành kinh tế chính của thành phố. Týros sở hữu nhiều di tích cổ và đã được UNESCO công nhận là di sản thế giới vào năm 1984.

## Lịch sử
Týros có hai trung tâm đô thị riêng biệt, gồm Týros (nằm trên một hòn đảo gần bờ) và Ushu (nằm trên đất liền kế cận). Thời xưa Alexandros Đại đế đã cho xây một đường đắp cao dài 1 km nối đảo này với bờ trong thời gian ông vây hãm Týros và phá hủy thành cổ để lấy đá sử dụng cho mục đích khác.
Hòn đảo vốn có hai bến tàu, một nằm ở mặt nam và một nằm ở mặt bắc. Chính nhờ hai bến tàu này mà Týros đã trở thành đầu mối hàng hải quan trọng trong quá khứ. Theo thời gian, bến tàu phía nam đã bị bồi lấp và chỉ còn bến phía bắc là còn hoạt động.
Thời cổ đại, thành phố đảo Týros được phòng thủ rất cẩn mật với tường thành cao đến 46 m, trong khi khu định cư Ushu trên đất liền (về sau người Hy Lạp gọi là Palaetyrus, nghĩa là "Týros cũ") thực ra chỉ như một vùng ngoại ô chủ yếu có nhiệm vụ cung cấp nước và gỗ cho thành phố chính trên đảo.

### Thành lập
Theo Herodotos thì thành Týros được thành lập vào khoảng năm 2750 trước Công nguyên (TCN) trên đất liền. Tên thành phố xuất hiện trên các công trình kỷ niệm từ năm 1300 TCN. Philo của Byblos đã trích dẫn Sanchuniathon, cho rằng ban đầu thành phố nằm trong tay Hypsuranius. Sách của Sanchuniathon được cho là dành tặng "vua Abibalus của Berytus"—hầu như chắc chắn là vua Abibaal của Týros.
Có mười lá thư Amarna niên đại năm 1350 TCN do thị trưởng Abimilku gửi cho pharaon Akhenaton của Ai Cập. Nội dung thư thường đề cập đến vấn đề nước, gỗ, chuyện người Habiru vượt khỏi vùng nông thôn trên đất liền và ảnh hưởng thế nào lên thành phố trên đảo.

### Lịch sử thời kỳ đầu
Nền thương nghiệp trong thế giới cổ đại đều tập trung về các nhà kho ở Týros. "Các lái buôn người Týros là một trong những người đầu tiên mạo hiểm đi khắp Địa Trung Hải; họ lập ra thuộc địa trên các dải bờ biển và trên những hòn đảo lân cận trong biển Aegea, ở Hy Lạp, ở Bắc Phi, ở Carthago và ở những nơi khác, ở Sicilia và Corse, ở Tartessus tại Tây Ban Nha và vượt ra khỏi cả những cột đá Hercules [eo biển Gibralta] tại Gadeira (Cádiz)".
Thành Týros đặc biệt nổi tiếng với sản phẩm hiếm và cực kỳ đắt đỏ là thuốc nhuộm màu tía (còn gọi là tía Týros) được sản xuất từ vỏ của ốc gai. Trong nhiều nền văn hóa thời cổ đại thì màu nhuộm này chỉ được dùng cho hoàng gia hay chí ít là giới quý tộc.
Thành phố thường bị Ai Cập tấn công và từng bị Shalmaneser V (vua của Assyria và Babylon) vây hãm trong vòng năm năm. Từ năm 586 đến năm 573 TCN, Týros bị Nebuchadnezzar II bao vây
Năm 332 TCN, Alexandros Đại đế vây hãm, chinh phục và san bằng thành phố này dù nhân dân Týros đã cầm cự được trong vòng tám tháng. Đa số người dân bị biến thành nô lệ và thành phố không bao giờ tìm lại được ánh hào quang cũ. Giai đoạn 314-313 TCN, cựu tướng của Alexandros Đại đế là Antigonos I Monophthalmos lại vây hãm Týros trong vòng 18 tháng và đoạt được thành phố sau đó.
Năm 126 TCN, Týros giành lại được độc lập từ Vương quốc Seleukos và được La Mã cho phép duy trì phần lớn quyền độc lập ("civitas foederata") khi thành phố bị sáp nhập vào tỉnh Syria của La Mã trong năm 64 TCN. Týros tiếp tục giữ vai trò quan trọng về thương mại cho đến Công nguyên.

### Lịch sử về sau
Theo Kinh Thánh, Giê-su từng viếng thăm vùng Týros, Sidon và chữa bệnh cho một người không theo đạo Do Thái (Mátthêu 15:21; Máccô 7:24); từ đây nhiều người đã theo nghe Giê-su giảng đạo (Máccô 3:8; Luca 6:17, Mátthêu 11:21–23). Không lâu sau cái chết của thánh Stêphanô, một giáo đoàn đã được thành lập tại đây, và sứ đồ Phaolô - trên đường trở về từ hành trình truyền giáo lần thứ ba - đã dành một tuần nói chuyện với các tông đồ ở đó.
Quân Thập tự chinh từng thất bại khi vây hãm thành Týros vào năm 1111. Năm 1124, họ chiếm được thành phố. Từ khi này Týros trở thành một trong những thành phố quan trọng nhất của Vương quốc Jerusalem. Thành phố là một phần của lãnh địa hoàng gia, dù rằng cũng có một số thuộc địa tự trị dành cho buôn bán với các thương cảng của Ý. Týros là nơi ở của tổng giám mục Týros - phó giám mục Giáo trưởng Latinh của Jerusalem. Tổng giám mục Latinh nổi tiếng nhất là nhà sử học William của Týros.
Sau khi Richard I của Anh tái chiếm Akko vào ngày 12 tháng 7 năm 1191, ngai vua được chuyển đến Akko nhưng lễ đăng quang vẫn tổ chức ở Týros. Vào thế kỷ 13, Týros bị chia cắt khỏi lãnh địa hoàng gia để trở thành một lãnh địa, đứng đầu là một vị chúa. Năm 1291, các chiến binh Mamluk chiếm lại thành phố. Trong nhiều thế kỷ sau đó, thành phố nằm dưới sự cai trị của Đế quốc Ottoman.

### Sau năm 1920
Týros ngày nay bao trùm một vùng rộng lớn trên hòn đảo xưa kia, đồng thời mở mang trên hầu hết con đường đắp cao nối đảo với đất liền (theo thời gian chiều rộng của con đường này đã tăng lên rất đáng kể do bồi tụ bùn ở cả hai bên đường). Phần đất trên đảo không thuộc phạm vi Týros ngày nay là khu vực lưu giữ các tàn tích của Týros từ thời cổ đại.
Týros bị tàn phá nặng nề trong Chiến dịch Litani vào nửa sau thập niên 1970 và trong Chiến tranh Liban 1982 giữa Israel và Tổ chức Giải phóng Palestine (PLO). Thành phố bị PLO dùng là căn cứ và gần như bị pháo binh Israel hủy diệt. Sau khi xâm lăng miền nam Liban vào năm 1982, Israel biến Týros thành địa điểm quân sự. Cuối năm 1982 và vào tháng 11 năm 1983, các trụ sở của Israel tại đây bị đánh bom bằng xe tải khiến nhiều người tử vong. Năm 1983, xảy ra vụ nổ bom ô tô chỉ 10 ngày sau vụ đánh bom trại lính ở Beirut. Israel và Hoa Kỳ đơn phương quy trách nhiệm của các vụ nổ này cho Iran và Hezbollah.
Trong Chiến tranh Liban 2006, một số địa điểm phóng rốc két của Hezbollah nằm tại các khu vực thôn quê quanh Týros. Ít nhất một ngôi làng gần thành phố và vài địa điểm nội thành đã bị Israel ném bom, gây thương vong cho thường dân và làm trầm trọng thêm tình trạng thiếu thực phẩm trong thành phố. Đặc công Israel (Shayetet 13) cũng đột kích các mục tiêu Hezbollah trong thành phố.

## Dân cư
Týros ngày nay là thành phố do dân Hồi giáo Shi'a chiếm đa số. Ngoài ra, tại đây còn có một cộng đồng nhỏ người theo Ki-tô giáo. Thành phố cũng là nơi tỵ nạn của trên 60.000 người Palestine chủ yếu theo Hồi giáo Sunni.
Phong trào Amal và Hezbollah là các đảng chính trị chiếm tất cả các ghế của người Hồi giáo Shi'a tại đây trong cuộc bầu cử năm 2009.

## Di sản văn hóa thế giới

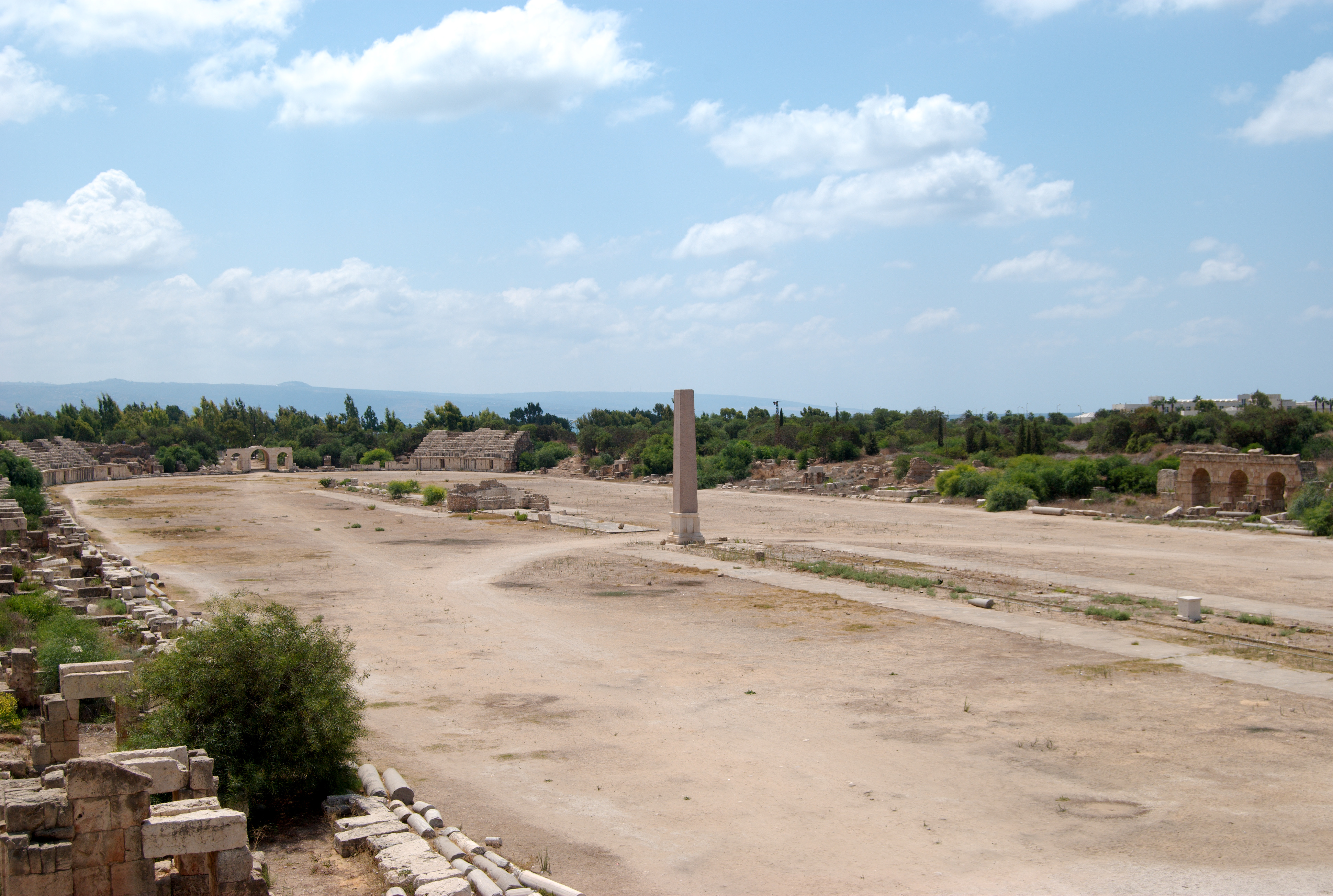
Trường đua ngựa La Mã ở Týros

Năm 1984, UNESCO đã chính thức công nhận Týros là di sản thế giới. Tuy nhiên, thành phố này phải đối mặt với một số thách thức trong công tác bảo tồn. Một đường cao tốc được dự kiến xây dựng trên các khu vực nhạy cảm về khảo cổ học, trong khi một cuộc khảo sát địa vật lý quy mô nhỏ chỉ ra rằng có các di tích khảo cổ học tại các địa điểm mà người ta muốn dùng để xây dựng. Đã có động thái di dời địa điểm dự kiến xây dựng nút giao thông, song vì thiếu ranh giới chính xác nên vấn đề bảo tồn trở nên phức tạp.
Chiến tranh Liban năm 2006 cũng đặt các kiến trúc cổ của Týros vào tình trạng đáng báo động. Khi đó, đích thân Tổng giám đốc UNESCO phải ban hành "Báo động di sản". Sau khi các bên ngừng bắn vào tháng 9 năm 2006, các chuyên gia bảo tồn đã đến Liban và nhận thấy thành cổ Týros không chịu tổn hại trực tiếp nào. Tuy nhiên, những cuộc oanh tạc đã gây hư hại các bích họa trên hang chôn cất La Mã ở Nghĩa địa cổ Týros. Người ta cũng nhận thấy sự xuống cấp của di tích, trong đó có "sự thiếu giữ gìn, sự suy tàn của các kiến trúc ngoài trời do thiếu được bảo vệ trước nước mưa và sự suy thoái của các phiến đá mềm xốp".

## Quan hệ quốc tế

### Thành phố song sinh - chị em
Týros có các thành phố kết nghĩa:
- Perpignan, Pháp
- Algiers, Algérie
- Tunis, Tunisia
- Dezful, Iran
- Málaga, Tây Ban Nha[23]

## Hình ảnh

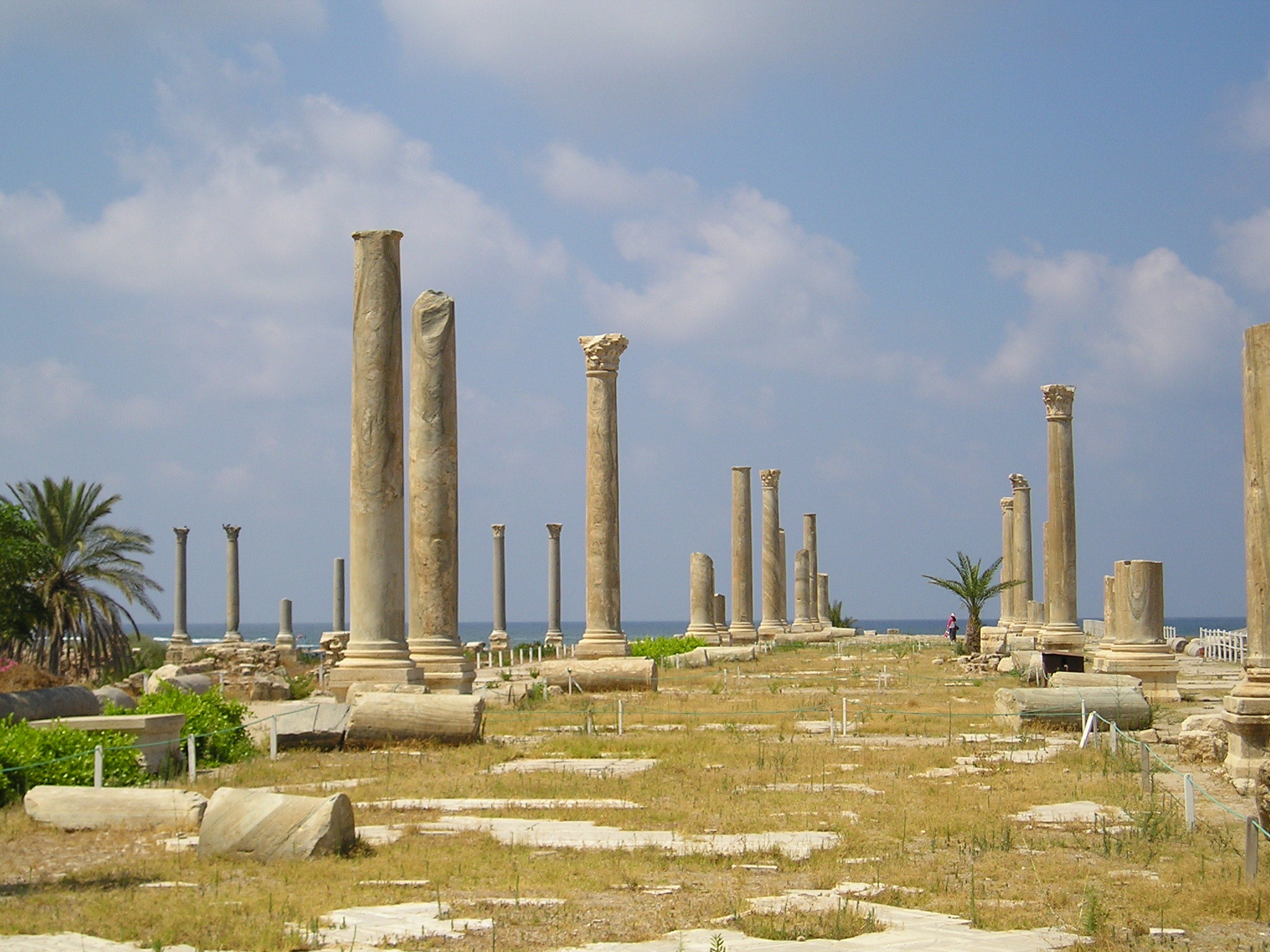
Con đường và những hàng cột ở khu vực khai quật Al Mina
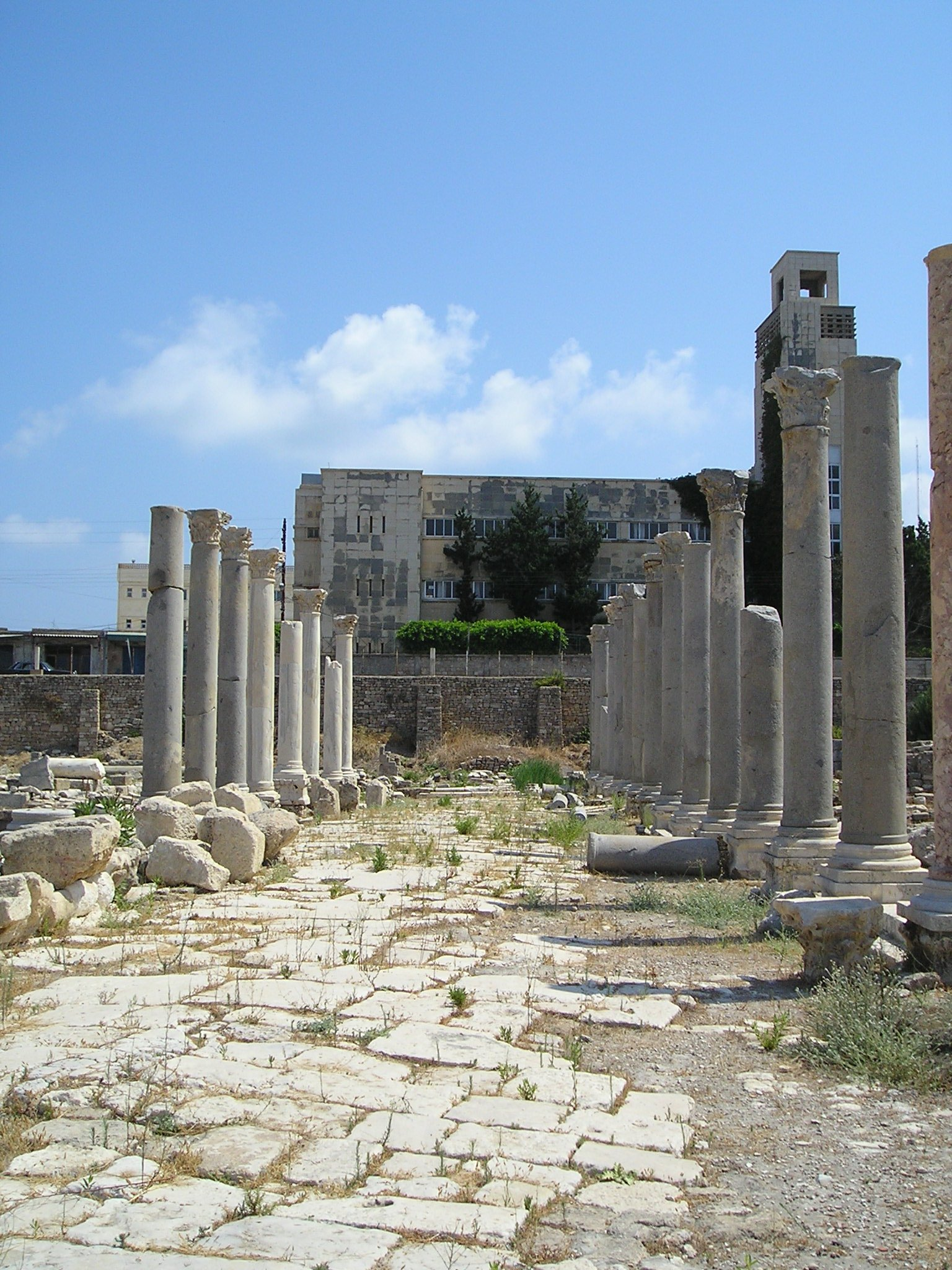
Khu vực được cho là agora ở Al Mina
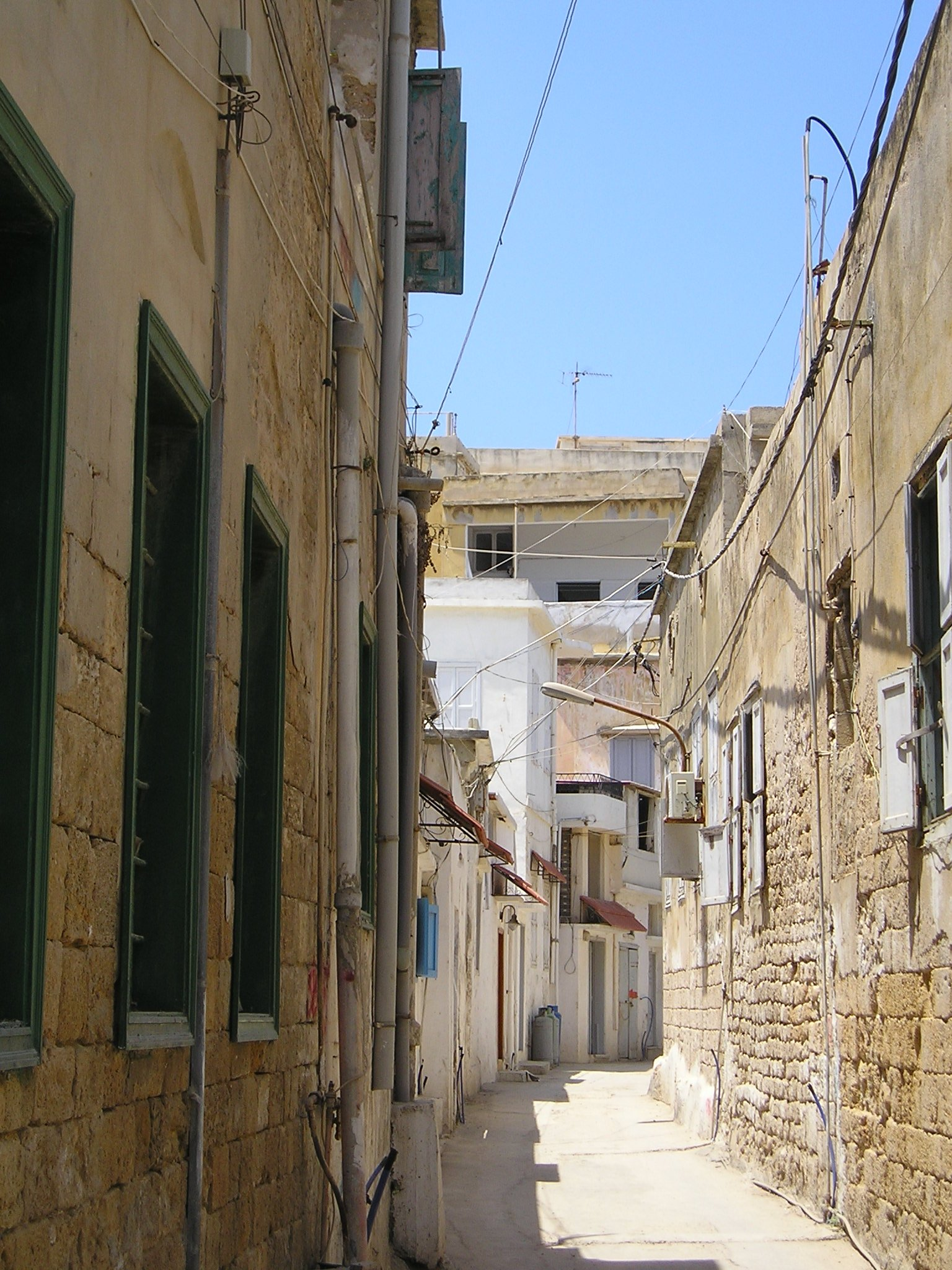
Một con phố hẹp điển hình ở khu Ki-tô giáo
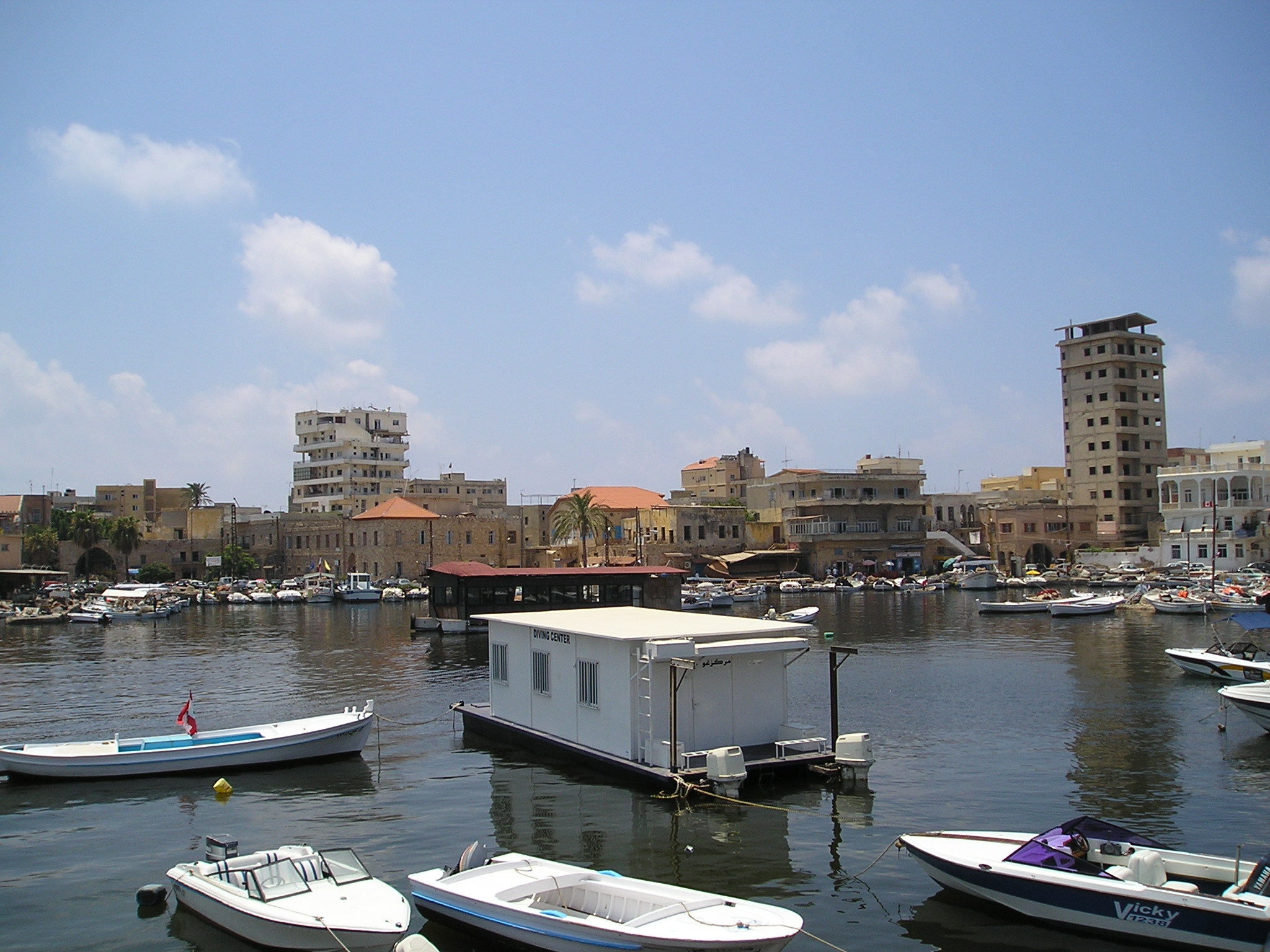
Cảng cá Týros